# Tour des Asturies 2010
Le Tour des Asturies 2010 a eu lieu du 28 avril au 2 mai 2010. Il est inscrit au calendrier de l'UCI Europe Tour 2010.

## Récit de la course

### 1reétape
|    | Coureur                 | Pays      | Équipe                      |    | Temps          |
| -- | ----------------------- | --------- | --------------------------- | -- | -------------- |
| 1  | Pablo Urtasun           | Espagne   | Euskaltel-Euskadi           | en | 3h 41 min 04 s |
| 2  | Ángel Vicioso           | Espagne   | Andalucía-Cajasur           | +  | m.t.           |
| 3  | Joaquín Sobrino         | Espagne   | Sélection espagnole         |    | m.t.           |
| 4  | Pedro Soeiro            | Portugal  | Loulé-Louletano             |    | m.t.           |
| 5  | Óscar Grau              | Espagne   | Burgos 2016-Castilla y León |    | m.t.           |
| 6  | José Herrada            | Espagne   | Caja Rural                  |    | m.t.           |
| 7  | Ricardo García          | Espagne   | Orbea                       |    | m.t.           |
| 8  | Enrique Mata            | Espagne   | Footon-Servetto             |    | m.t.           |
| 9  | Johnnie Walker          | Australie | Footon-Servetto             |    | m.t.           |
| 10 | Jorge Martín Montenegro | Argentine | Andalucía-Cajasur           |    | m.t.           |

|    | Coureur         | Pays     | Équipe                      |    | Temps          |
| -- | --------------- | -------- | --------------------------- | -- | -------------- |
| 1  | Pablo Urtasun   | Espagne  | Euskaltel-Euskadi           | en | 3h 41 min 04 s |
| 2  | Ángel Vicioso   | Espagne  | Andalucía-Cajasur           | +  | 6 s            |
| 3  | Joaquín Sobrino | Espagne  | Sélection espagnole         |    | 8 s            |
| 4  | Gonzalo Rabuñal | Espagne  | Xacobeo Galicia             |    | 9 s            |
| 5  | Enrique Mata    | Espagne  | Footon-Servetto             |    | 11 s           |
| 6  | André Cardoso   | Portugal | Palmeiras Resort-Tavira     |    | m.t.           |
| 7  | Pedro Soeiro    | Portugal | Loulé-Louletano             |    | 12 s           |
| 8  | Óscar Grau      | Espagne  | Burgos 2016-Castilla y León |    | m.t.           |
| 9  | José Herrada    | Espagne  | Caja Rural                  |    | m.t.           |
| 10 | Ricardo García  | Espagne  | Orbea                       |    | m.t.           |

### 2eétape
|    | Coureur             | Pays     | Équipe                  |    | Temps           |
| -- | ------------------- | -------- | ----------------------- | -- | --------------- |
| 1  | Ángel Vicioso       | Espagne  | Andalucía-Cajasur       | en | 3 h 34 min 39 s |
| 2  | Santiago Pérez      | Espagne  | Loulé-Louletano         | +  | m.t.            |
| 3  | Constantino Zaballa | Espagne  | Loulé-Louletano         |    | m.t.            |
| 4  | David Blanco        | Espagne  | Palmeiras Resort-Tavira |    | m.t.            |
| 5  | Luis Felipe Laverde | Colombie | Café de Colombia        |    | m.t.            |
| 6  | Przemysław Niemiec  | Pologne  | Miche                   |    | m.t.            |
| 7  | Beñat Intxausti     | Espagne  | Euskaltel-Euskadi       |    | m.t.            |
| 8  | Pedro Merino        | Espagne  | Footon-Servetto         |    | m.t.            |
| 9  | Pasquale Muto       | Italie   | Miche                   |    | m.t.            |
| 10 | Javier Moreno       | Espagne  | Andalucía-Cajasur       |    | m.t.            |

|    | Coureur             | Pays     | Équipe                  |    | Temps           |
| -- | ------------------- | -------- | ----------------------- | -- | --------------- |
| 1  | Ángel Vicioso       | Espagne  | Andalucía-Cajasur       | en | 7 h 15 min 27 s |
| 2  | Santiago Pérez      | Espagne  | Loulé-Louletano         | +  | 10 s            |
| 3  | Constantino Zaballa | Espagne  | Loulé-Louletano         |    | 12 s            |
| 4  | André Cardoso       | Portugal | Palmeiras Resort-Tavira |    | 15 s            |
| 5  | Beñat Intxausti     | Espagne  | Euskaltel-Euskadi       |    | 16 s            |
| 6  | José Herrada        | Espagne  | Caja Rural              |    | m.t.            |
| 7  | David Blanco        | Espagne  | Palmeiras Resort-Tavira |    | m.t.            |
| 8  | Ezequiel Mosquera   | Espagne  | Xacobeo Galicia         |    | m.t.            |
| 9  | Aketza Peña         | Espagne  | Caja Rural              |    | m.t.            |
| 10 | Pasquale Muto       | Italie   | Miche                   |    | m.t.            |

### 3ea étape
|    | Coureur              | Pays      | Équipe                      |    | Temps         |
| -- | -------------------- | --------- | --------------------------- | -- | ------------- |
| 1  | Joaquín Sobrino      | Espagne   | Sélection espagnole         | en | 2 h 9 min 8 s |
| 2  | Javier Moreno        | Espagne   | Andalucía-Cajasur           | +  | m.t.          |
| 3  | Enrique Mata         | Espagne   | Footon-Servetto             |    | m.t.          |
| 4  | Óscar Grau           | Espagne   | Burgos 2016-Castilla y León |    | m.t.          |
| 5  | Johnnie Walker       | Australie | Footon-Servetto             |    | m.t.          |
| 6  | Ricardo García       | Espagne   | Orbea                       |    | m.t.          |
| 7  | Pablo Urtasun        | Espagne   | Euskaltel-Euskadi           |    | m.t.          |
| 8  | Santiago Pérez       | Espagne   | Loulé-Louletano             |    | m.t.          |
| 9  | Pedro Soeiro         | Portugal  | Loulé-Louletano             |    | m.t.          |
| 10 | Krzystof Szczawinski | Pologne   | Miche                       |    | m.t.          |

|    | Coureur             | Pays     | Équipe                  |    | Temps           |
| -- | ------------------- | -------- | ----------------------- | -- | --------------- |
| 1  | Ángel Vicioso       | Espagne  | Andalucía-Cajasur       | en | 9 h 24 min 35 s |
| 2  | Santiago Pérez      | Espagne  | Loulé-Louletano         | +  | 10 s            |
| 3  | Constantino Zaballa | Espagne  | Loulé-Louletano         |    | 12 s            |
| 4  | André Cardoso       | Portugal | Palmeiras Resort-Tavira |    | 15 s            |
| 5  | José Herrada        | Espagne  | Caja Rural              |    | 16 s            |
| 6  | Beñat Intxausti     | Espagne  | Euskaltel-Euskadi       |    | m.t.            |
| 7  | David Blanco        | Espagne  | Palmeiras Resort-Tavira |    | m.t.            |
| 8  | Pasquale Muto       | Italie   | Miche                   |    | m.t.            |
| 9  | Ezequiel Mosquera   | Espagne  | Xacobeo Galicia         |    | m.t.            |
| 10 | Aketza Peña         | Espagne  | Caja Rural              |    | m.t.            |

### 3eb étape
|    | Coureur              | Pays    | Équipe                  |    | Temps      |
| -- | -------------------- | ------- | ----------------------- | -- | ---------- |
| 1  | Beñat Intxausti      | Espagne | Euskaltel-Euskadi       | en | 17 min 6 s |
| 2  | Jonathan Castroviejo | Espagne | Euskaltel-Euskadi       | +  | 17 s       |
| 3  | Ángel Vicioso        | Espagne | Andalucía-Cajasur       |    | 19 s       |
| 4  | José Herrada         | Espagne | Caja Rural              |    | 25 s       |
| 5  | Santiago Pérez       | Espagne | Loulé-Louletano         |    | 32 s       |
| 6  | David Blanco         | Espagne | Palmeiras Resort-Tavira |    | 40 s       |
| 7  | Antonio Piedra       | Espagne | Andalucía-Cajasur       |    | 45 s       |
| 8  | Romain Sicard        | France  | Euskaltel-Euskadi       |    | m.t.       |
| 9  | Alejandro Marque     | Espagne | Palmeiras Resort-Tavira |    | m.t.       |
| 10 | Damien Monier        | France  | Cofidis                 |    | 49 s       |

|    | Coureur             | Pays       | Équipe                      |    | Temps           |
| -- | ------------------- | ---------- | --------------------------- | -- | --------------- |
| 1  | Beñat Intxausti     | Espagne    | Euskaltel-Euskadi           | en | 9 h 41 min 57 s |
| 2  | Ángel Vicioso       | Espagne    | Andalucía-Cajasur           | +  | 4 s             |
| 3  | José Herrada        | Espagne    | Caja Rural                  |    | 26 s            |
| 4  | Santiago Pérez      | Espagne    | Loulé-Louletano             |    | 27 s            |
| 5  | David Blanco        | Espagne    | Palmeiras Resort-Tavira     |    | 40 s            |
| 6  | Constantino Zaballa | Espagne    | Loulé-Louletano             |    | 48 s            |
| 7  | Javier Moreno       | Espagne    | Andalucía-Cajasur           |    | 55 s            |
| 8  | Fabio Duarte        | Colombie   | Café de Colombia            |    | 57 s            |
| 9  | Gregory Brenes      | Costa Rica | Burgos 2016-Castilla y León |    | 58 s            |
| 10 | Przemysław Niemiec  | Pologne    | Miche                       |    | 1 min 6 s       |

### 4eétape
|    | Coureur             | Pays     | Équipe                  |    | Temps           |
| -- | ------------------- | -------- | ----------------------- | -- | --------------- |
| 1  | Fabio Duarte        | Colombie | Café de Colombia        | en | 4 h 31 min 34 s |
| 2  | Alex Cano           | Colombie | Café de Colombia        | +  | 16 s            |
| 3  | Beñat Intxausti     | Espagne  | Euskaltel-Euskadi       |    | 1 min 10        |
| 4  | Santiago Pérez      | Espagne  | Loulé-Louletano         |    | m.t.            |
| 5  | André Cardoso       | Portugal | Palmeiras Resort-Tavira |    | 1 min 17 s      |
| 6  | Ezequiel Mosquera   | Espagne  | Xacobeo Galicia         |    | 1 min 18 s      |
| 7  | José Herrada        | Espagne  | Caja Rural              |    | 1 min 24 s      |
| 8  | Damien Monier       | France   | Cofidis                 |    | 1 min 28 s      |
| 9  | Javier Moreno       | Espagne  | Andalucía-Cajasur       |    | 1 min 43 s      |
| 10 | Constantino Zaballa | Espagne  | Loulé-Louletano         |    | m.t.            |

|    | Coureur             | Pays       | Équipe                      |    | Temps            |
| -- | ------------------- | ---------- | --------------------------- | -- | ---------------- |
| 1  | Fabio Duarte        | Colombie   | Café de Colombia            | en | 14 h 14 min 18 s |
| 2  | Beñat Intxausti     | Espagne    | Euskaltel-Euskadi           | +  | 19 s             |
| 3  | Santiago Pérez      | Espagne    | Loulé-Louletano             |    | 50 s             |
| 4  | Alex Cano           | Colombie   | Café de Colombia            |    | 1 min 2 s        |
| 5  | José Herrada        | Espagne    | Caja Rural                  |    | 1 min 3 s        |
| 6  | Constantino Zaballa | Espagne    | Loulé-Louletano             |    | 1 min 44 s       |
| 7  | Ezequiel Mosquera   | Espagne    | Xacobeo Galicia             |    | 1 min 48 s       |
| 8  | Javier Moreno       | Espagne    | Andalucía-Cajasur           |    | 1 min 49 s       |
| 9  | David Blanco        | Espagne    | Palmeiras Resort-Tavira     |    | 1 min 54 s       |
| 10 | Gregory Brenes      | Costa Rica | Burgos 2016-Castilla y León |    | 2 min 12 s       |

### 5eétape
|    | Coureur             | Pays     | Équipe                  |    | Temps          |
| -- | ------------------- | -------- | ----------------------- | -- | -------------- |
| 1  | Constantino Zaballa | Espagne  | Loulé-Louletano         | en | 5 h 37 min 5 s |
| 2  | Ezequiel Mosquera   | Espagne  | Xacobeo Galicia         | +  | 1 min 36 s     |
| 3  | Pasquale Muto       | Italie   | Miche                   |    | 2 min 22 s     |
| 4  | Ángel Vicioso       | Espagne  | Andalucía-Cajasur       |    | 2 min 24 s     |
| 5  | David Gutiérrez     | Espagne  | Footon-Servetto         |    | 2 min 26 s     |
| 6  | André Cardoso       | Portugal | Palmeiras Resort-Tavira |    | m.t.           |
| 7  | Santiago Pérez      | Espagne  | Loulé-Louletano         |    | m.t.           |
| 8  | Fabio Duarte        | Colombie | Café de Colombia        |    | m.t.           |
| 9  | Beñat Intxausti     | Espagne  | Euskaltel-Euskadi       |    | m.t.           |
| 10 | Alejandro Marque    | Espagne  | Palmeiras Resort-Tavira |    | 2 min 29 s     |

|    | Coureur             | Pays       | Équipe                      |    | Temps            |
| -- | ------------------- | ---------- | --------------------------- | -- | ---------------- |
| 1  | Constantino Zaballa | Espagne    | Loulé-Louletano             | en | 19 h 52 min 51 s |
| 2  | Fabio Duarte        | Colombie   | Café de Colombia            | +  | 58 s             |
| 3  | Beñat Intxausti     | Espagne    | Euskaltel-Euskadi           |    | 1 min 17 s       |
| 4  | Ezequiel Mosquera   | Espagne    | Xacobeo Galicia             |    | 1 min 47 s       |
| 5  | Santiago Pérez      | Espagne    | Loulé-Louletano             |    | 1 min 48 s       |
| 6  | José Herrada        | Espagne    | Caja Rural                  |    | 2 min 06 s       |
| 7  | Alex Cano           | Colombie   | Café de Colombia            |    | 2 min 28 s       |
| 8  | David Blanco        | Espagne    | Palmeiras Resort-Tavira     |    | 2 min 57 s       |
| 9  | Ángel Vicioso       | Espagne    | Andalucía-Cajasur           |    | 3 min 13 s       |
| 10 | Gregory Brenes      | Costa Rica | Burgos 2016-Castilla y León |    | 3 min 15 s       |

## Classements des étapes
| Étape      | Date     | Villes étapes                 | km            | Vainqueur d'étape   | Leader du classement général |
| 1re étape  | 28 avril | Oviedo - Llanes               | 156,3 km      | Pablo Urtasun       | Pablo Urtasun                |
| 2e étape   | 29 avril | Llanes - Gijón                | 142,5 km      | Ángel Vicioso       | Ángel Vicioso                |
| 3e étape a | 30 avril | Gijón - Avilés                | 88,3 km       | Joaquín Sobrino     | Ángel Vicioso                |
| 3e étape b | 30 avril | Castrillón - Castrillón       | 14,2 km (CLM) | Beñat Intxausti     | Beñat Intxausti              |
| 4e étape   | 1er mai  | Cafés Toscaf - Alto del Acebo | 168,8 km      | Fabio Duarte        | Fabio Duarte                 |
| 5e étape   | 2 mai    | Fuentes del Narcea - Oviedo   | 198,9 km      | Constantino Zaballa | Constantino Zaballa          |

## Classement général final
|    | Coureur             | Pays       | Équipe                      |    | Temps            |
| -- | ------------------- | ---------- | --------------------------- | -- | ---------------- |
| 1  | Constantino Zaballa | Espagne    | Loulé-Louletano             | en | 19 h 52 min 51 s |
| 2  | Fabio Duarte        | Colombie   | Café de Colombia            | +  | 58 s             |
| 3  | Beñat Intxausti     | Espagne    | Euskaltel-Euskadi           |    | 1 min 17 s       |
| 4  | Ezequiel Mosquera   | Espagne    | Xacobeo Galicia             |    | 1 min 47 s       |
| 5  | Santiago Pérez      | Espagne    | Loulé-Louletano             |    | 1 min 48 s       |
| 6  | José Herrada        | Espagne    | Caja Rural                  |    | 2 min 06 s       |
| 7  | Alex Cano           | Colombie   | Café de Colombia            |    | 2 min 28 s       |
| 8  | David Blanco        | Espagne    | Palmeiras Resort-Tavira     |    | 2 min 57 s       |
| 9  | Ángel Vicioso       | Espagne    | Andalucía-Cajasur           |    | 3 min 13 s       |
| 10 | Gregory Brenes      | Costa Rica | Burgos 2016-Castilla y León |    | 3 min 15 s       |

### Évolution des classements
| Étapes             | Vainqueur           | Classement général  | Classement de la montagne | Classement des sprints | Classement du combiné | Classement par équipes  |
| ------------------ | ------------------- | ------------------- | ------------------------- | ---------------------- | --------------------- | ----------------------- |
| 1re étape          | Pablo Urtasun       | Pablo Urtasun       | Mikel Landa               | Pablo Urtasun          | Gorka Izagirre        | Euskaltel-Euskadi       |
| 2e étape           | Ángel Vicioso       | Ángel Vicioso       | Przemysław Niemiec        | Ángel Vicioso          | David Gutiérrez       | Café de Colombia        |
| 3e étape a         | Joaquín Sobrino     | Ángel Vicioso       | Przemysław Niemiec        | Ángel Vicioso          | Gorka Izagirre        | Café de Colombia        |
| 3e étape b         | Beñat Intxausti     | Beñat Intxausti     | Przemysław Niemiec        | Ángel Vicioso          | Gorka Izagirre        | Caja Rural              |
| 4e étape           | Fabio Duarte        | Fabio Duarte        | Fabio Duarte              | Ángel Vicioso          | Gorka Izagirre        | Café de Colombia        |
| 5e étape           | Constantino Zaballa | Constantino Zaballa | Fabio Duarte              | Ángel Vicioso          | David Gutiérrez       | Palmeiras Resort-Tavira |
| Classements finals | Classements finals  | Constantino Zaballa | Fabio Duarte              | Ángel Vicioso          | David Gutiérrez       | Palmeiras Resort-Tavira |